# 허니 돈트!
《허니 돈트!》(영어: Honey Don't!)는 2025년 개봉 예정인 미국의 코미디 영화이다. 에단 코언이 감독과 공동각본을 맡았다.

## 출연진
- 마거릿 퀄리 - 허니 오도너휴
- 오브리 플라자 - 엠지
- 크리스 에반스 - 드루
- 찰리 데이
- 빌리 아이크너
- 개비 빈스
- 탈리아 라이더
- 레라 아보바